# Nicolas Schmit

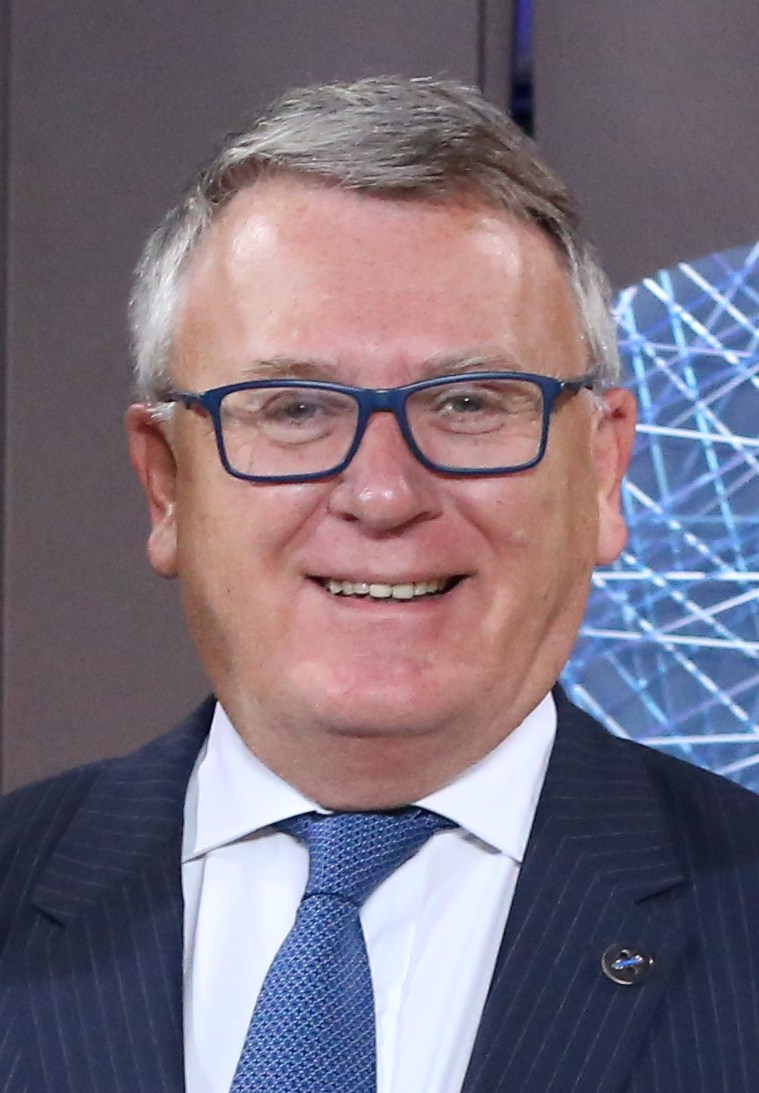
Nicolas Schmit (2017)

Nicolas Schmit (Differdange, 10 december 1953) is een Luxemburgs politicus namens de Lëtzebuerger Sozialistesch Aarbechterpartei (LSAP). Sinds 1 december 2019 is Schmit Eurocommissaris, belast met werkgelegenheid en sociale rechten in de commissie-Von der Leyen.
Schmit studeerde in Frankrijk economie aan het Institut d'études politiques d'Aix-en-Provence. In Luxemburg werkte hij als adviseur voor het kabinet van de premier en de minister van buitenlandse zaken en was secretaris van de LSAP-delegatie in de Kamer van Afgevaardigden. In 1991 kwam hij in de Raad van State. In 2004 werd Schmit in de regering-Juncker-Asselborn I gedelegeerd-minister voor buitenlandse zaken en immigratie. Aansluitend, in de regering-Juncker-Asselborn II (2009-2013), was hij minister van arbeid, werkgelegenheid en immigratie, een positie die hij behield in het eerste kabinet van Xavier Bettel (2013-2018). Bij de Europese Parlementsverkiezingen 2019 werd hij verkozen tot Europarlementariër. Per 1 december 2019 is Schmidt Eurocommissaris voor werkgelegenheid en sociale rechten in de commissie-Von der Leyen.